# Kékpala
A kékpala olyan palás megjelenésű, kék színű metamorf kőzet, mely nagy nyomású metamorfózison (T=200-500 °C, p=6–12 kbar) ment keresztül.
Kékes színárnyalata a benne előforduló nagy mennyiségű nátrium-tartalmú kékamfibolnak köszönhető (például glaukofánpala). A „kékpala fácies” erről a kőzettípusról kapta a nevét.

## Ásványos összetétele, genetikája
Jellemző ásványai a kékamfibolon (glaukofán, crossit, riebeckit) kívül: albit, jadeit, epidot-zoizit, klorit, lawsonit, muszkovit vagy fengit, gránát. Bazaltok és mélytengeri üledékek regionális metamorfózisa során, a szubdukciós zónákban keletkezik.